# チェリー吉武
チェリー吉武（チェリーよしたけ、1980年10月13日 - ）は、日本のお笑いタレント。多数のギネス世界記録を持っていることで知られている（後述）。ホリプロコムと業務提携を行っている。
道の駅雷電くるみの里（長野県東御市）の「くるみ割り大使」、道の駅ひらた（福島県平田村）の「ハバネロPR大使」。

## 略歴・人物
生まれてから中学校3年生の頃まで、自衛官だった父親の仕事の都合で静岡県御殿場市で過ごす。その後、父親の出身地である佐賀県へと引っ越しした。このため公式プロフィールなどでは、静岡県・佐賀県出身と記載されている。
佐賀学園高等学校卒業後、20歳で上京する。
2005年よりWAHAHA商店に所属していた。主に漫談や特技・芸の披露で活動している。2005年6月から2013年3月にかけては「ラジークイーン」というユニットで活動。当初の芸名は「桜・竹吉」（チェリー・たけよし）で、2009年10月より「フンガー吉武」を経て2013年までに現在の「チェリー吉武」に改名。
血液型O型、身長179センチメートル。特技はノルディックウォーキングと匂い当て。趣味はスポーツ観戦、散歩、リサイクルショップを見て回ること。最近は美味しいお店探しなども。
2015年3月13日放送分、テレビ番組『笑神様は突然に…』（日本テレビ系列）内において、お笑いコンビ・たんぽぽの白鳥久美子から電話でプロポーズを受け、同年6月から正式に交際をはじめ、2018年11月28日、婚姻届を提出。2020年8月23日に放送（2020年8月8日収録）の『新婚さんいらっしゃい!』（テレビ朝日系列）でリモートでの結婚式を挙げた。また、同番組内で「ペアで1分間、何回キスができるか?」のギネス世界記録に夫婦揃って挑戦し277回の世界新記録を達成した（後述）。
2021年8月17日、第1子となる女児が誕生した。
2022年3月末をもってWAHAHA本舗を退所し、以降はフリーとして芸能活動を継続。
2022年6月1日、白鳥の所属するホリプロコムと業務提携を結び、今後は同社を窓口として活動していくこととなった。
2023年10月9日、第2子となる男児が誕生した。

## 芸風
「ラジークイーン」当時の芸風はドラァグクイーンに扮し、替え歌やダジャレのショーを行うというものだった。
臀部の筋力を使った芸を得意とし、「オシリート」を自称する。以前はゴボウ、傘、パスタの束、菜箸などを尻に挟んで割ったり、ワインのコルクを尻だけで開けるネタを披露していた。この芸はのちに複数のギネス世界記録に生かされることとなり、「世界一の尻芸人」と称されるに至った。
本人曰く、芸能界入りしてから「喋りは面白くない」と言われてきたほど不器用とのことで、特技や記録で魅せてやろうという気になったという。
AGTの予選の時に、誤って舞台上で「golden shower（尿を意味する。）」と叫んでしまう等、尖った一面もある。

## 記録
吉武は個人による珍競技でのギネス世界記録の更新や、日本国内の珍競技大会への出場をライフワークとしている。
ギネス世界記録については、本人曰く「日本のアシュリタさんを目指すようになった」とのことで、挑戦を始めるのに際して十種競技の有名なコーチに尋ねたところ「まず得意な種目から極め、苦手な種目にも少しは触れるように」とアドバイスされたという。吉武の記録への挑戦は「1分間でどれだけのゴルフボールを片足でつかんで運べるか」から始まり、1分間で11個を運ぶことに成功しギネス記録認定。
2013年9月に7個目のギネス世界記録を達成して以降、記録の同時保持数がイチロー、吉田沙保里を抜いて日本人で1位となった。
2019年4月23日発売の『Newsweek日本版』での特集「世界が尊敬する日本人100人」の「Challengers 不可能を可能にする挑戦者たち」に選出される。

### ギネス世界記録
（2020年11月現在）
- 30秒間で最も多く乾燥エンドウマメをストローを使って運ぶ - 29個（2014年7月12日）[21]
  - イギリスのテレビ番組『Officially Amazing』で達成。
- 1分間で最も多くブリーフパンツをはく - 36枚（2014年10月13日）[22]
  - シーナ・レイエス（オーストラリア）とのタイ記録。
- 30秒間で最も多くペアでボールを背中合わせにパスしあう - 20回（2015年5月6日）[23]
  - 片方は頭の上からボールを渡して、もう片方は股下から渡すというルール。上重聡・青木源太ペア（日本）ら2組とのタイ記録。
- 最も速く50メートルをバック四足走行で走る - 20秒45（2015年7月1日）[24]
  - イギリスのベントウォーターズ空軍基地で開催されたテレビ番組『Officially Amazing』の公開収録で達成。なお、前進での四足走行の記録保持者はいとうけんいち（日本）。
- 30秒間で最も多くカツラにヘアクリップをつける - 66個（2015年7月9日）[25]
  - イギリスのベントウォーターズ空軍基地で開催されたテレビ番組『Officially Amazing』の公開収録で達成。
- 1分間で最も多く水槽に浮かべられたリンゴを口だけで取る - 37個（2015年10月11日）[26]
- 1分間で最も多くビー玉を箸で移動させる - 43個（2016年11月26日）[27]
  - イギリスのテレビ番組『Officially Amazing』で達成。
- 30秒間で最も多く付箋を体に貼る - 33枚（2016年11月27日）[28]
  - イギリスのテレビ番組『Officially Amazing』で達成。
- 最も速く20メートルをペアで顔に風船を乗せて運ぶ - 19秒773（2016年11月27日） [29]
  - イギリスのテレビ番組『Officially Amazing』で、レイモンド・“USレイ”・バトラー（アメリカ合衆国）とのペアにより達成。
- 最も長時間鼻の上でハンドスピナーを回す - 8分49秒（2017年12月18日）[30]
  - イギリスのテレビ番組『Officially Amazing』で達成。
- 1分間で最も多く手で跳ね上げたドリンクコースターを箸でキャッチする - 47枚（2017年12月19日） [31]
  - イギリスのテレビ番組『Officially Amazing』で達成。
- 最速でかかと・つま先を交互につけながら10メートルを後ろ歩きする - 15秒871（2017年12月20日） [32]
  - イギリスのテレビ番組『Officially Amazing』で達成。
- 最も速く5個の生の卵黄を箸で移動させる - 51秒61（2017年12月20日）[33]
  - イギリスのテレビ番組『Officially Amazing』で達成。
- 最も長時間熱い飲料にビスケットを浸して1メートル離れたところで崩さずに食べる - 5分17秒10（2018年11月14日）[34]
  - イタリアのテレビ番組『La notte dei record』内で達成。
- 30秒間で最も多くクルミを尻でつぶす - 71個（2019年5月13日）[35][36]
  - 自身が持っていた48個の記録（2013年1月15日[37]）を更新した。2013年の世界記録達成のあと、吉武は尻に1億円をかける保険に入っている[17]。
- 最も高く廃材の畳を積み上げる - 8メートル22センチ（2019年9月28日）[38]
  - 中京テレビのイベント「GOJISAT. ROCK WAVE 2019」で達成。
- 1分間で最も多くペアでキスをしあう - 277回（2020年8月8日）[39]
  - 日本のテレビ番組『新婚さんいらっしゃい!』内で妻の白鳥とともに達成。
- 1分間で最も多くクルミを尻でつぶす - 122個（2020年11月18日）[40]
  - 自身が持っていた115個の記録（2017年9月6日[41]）を更新した。
- 1分間で最も多く濡れたTシャツを重ね着する - 13着（2020年11月18日）[40]
- 1分間で最も多く投げられたマシュマロを箸でつかむ - 90個（2020年11月18日）[40]
- 最速で10枚のサージカルマスクを装着する - 12秒15（2020年11月18日）[40]
- 最速でジェンガブロック5個を鼻に刺した吹き戻しを使って落とす - 46秒96（2020年11月18日）[40]

#### 破られた世界記録
- 30秒間で最も多くブーブークッションを尻で鳴らす - 48個
  - イギリスの学校で達成された。記録達成後には学生たちからチェリーコールが巻き起こり、サイン待ちの学生の長蛇の列も出来たほどで、これ以降イギリスの子供たちには大人気な存在だという[42]。
- 1分間で最も多く枕で高く飛ばしたマシュマロを口でキャッチする - 17個
- 30秒間で最も多く片足に靴下を重ねばきする - 26枚[43]
- 1分間で最も多く飛んできたバドミントンのシャトルコックを箸でキャッチする - 23個[43]
- 1分間で最も多くベイクドビーンズを箸で食べる - 71個[43]
- 30秒間で最も多くブリーフパンツをはく - 16枚[44]
  - かつてのタイ記録保持者だった春日俊彰（日本）が2019年11月6日に17枚で新記録を達成[45]。

### 国内の珍競技に関する記録
（2019年6月現在）
- 茅ヶ崎ビーサン跳ばし選手権（2018.4.29）予選敗退
- 第34回 鹿島ガタリンピック 人間むつごろう（2018.5.27）予選敗退
- 第34回 鹿島ガタリンピック 25ｍ自由ガタ（2018.5.27）予選敗退
- 第25回 高田梅種とばし大会（2018.6.17）13m55cm ＜オープンクラス3位＞
- 第8回 掛川市水上尻相撲選手権大会 大人の部（2018.7.16）＜優勝＞
- 第25回 ゲタリンピック2018（2018.9.16）22m83cm＜一般男子の部 3位＞
- 第10回 地面出し競争ワールドカップ（2019.2.24）10分41秒 16位 ※チーム「逆モグラ」として参加

## 出演

### テレビバラエティ等
- エンタの天使（日本テレビ）- 第3回（2008年3月19日、ラジークイーン時代の出演）
- ショーバト!（日本テレビ）- 2010年6月15日（ラジークイーン時代の出演）
- マバタキー（フジテレビ）- 第1回（2012年12月31日、ラジークイーン時代の出演）
- スッキリ!!（日本テレビ）- 2013年1月31日、2013年10月24日、2018年8月28日、2019年4月29日～5月3日
- 情報7days ニュースキャスター（TBS）- 2013年2月2日
- 知っとこ! （TBS）- 2013年3月9日
- ナカイの窓（日本テレビ）- 2014年1月16日
- おはスタ（テレビ東京）- 2014年2月11日、『ひなこ姫を起こせ!』に出演
- メレンゲの気持ち（日本テレビ）- 2014年3月8日、2017年8月12日、2019年6月22日
- ワンフーパワー（フジテレビ）- 2014年3月23日
- 笑神様は突然に…（日本テレビ）- 2015年3月13日

- 嵐にしやがれ（日本テレビ）- 2015年6月13日
- FNS27時間テレビ（フジテレビ）- 2015年7月26日、2019年11月2日
- めちゃ×2イケてるッ!（フジテレビ）- 2015年11月21日
- 世界まる見え！テレビ特捜部（日本テレビ）- 2016年2月29日、2019年6月3日

- ZIP!（日本テレビ）- 2016年7月11日
- 超問!真実か?ウソか?歴代チャンピオン大集合!芸能界○×王決定戦!SP （日テレビ）- 2016年11月18日
- 究極の○×クイズSHOW!!超問!真実か?ウソか? （日本テレビ）- 2017年6月2日

- ひるキュン!（TOKYO MX）- 2018年3月5日
- 新生!逸話りレジェンド（日本テレビ）- 2018年4月22日
- 24時間テレビ「愛は地球を救う」（日本テレビ）- 2018年8月26日、（中京テレビ）-2019年8月24日～25日
- ウチのガヤがすみません（日本テレビ）- 2018年10月9日、2019年7月2日、7月9日
- BOOKSTAND.TV（BS12）- 2018年10月19日、10月26日、11月2日
- モヤモヤさまぁ～ず２（テレビ東京）- 2018年10月21日
- ヒルナンデス！（日本テレビ）- 2018年10月23日
- 天才てれびくんYOU（NHK Eテレ）- 2018年10月30日
- ソーシャルジン（TOKYO MX）- 2018年11月21日
- オガッタ!?（仙台放送）- 2018年12月21日、12月28日
- 福島テレビ開局55周年特別番組 生でGO!GO! おかげさまで55周年（福島テレビ）- 2018年12月22日
- サタふく（福島テレビ）- 2019年1月19日、4月27日
- 有吉ゼミ（日本テレビ）- 2019年1月21日、6月24日
- アオハルTV（フジテレビ）- 2019年1月27日、2月10日
- アプガ(仮)のテッペンいただきます！（BSスカパー）- 2019年2月3日、5月25日
- 冬の祭典2019（テレビ信州）- 2019年2月9日
- おかべろ（関西テレビ）- 2019年2月16日
- 祭nine.のハンパじゃナイン！（TOKYO MX）- 2019年3月5日
- さんまのお笑い向上委員会（フジテレビ）- 2019年3月9日、3月16日、6月22日、6月29日、7月5日、2020年1月11日、1月18日、9月26日、2021年3月20日、3月27日、2023年1月21日
- かのおが便利軒（仙台放送）- 2019年4月7日、4月14日、4月21日、8月18日、8月25日
- ヤバイかスゴイかカミヒトエ！（テレビ朝日）- 2019年4月17日、6月26日、10月3日
- ひるおび（NHK総合）- 2019年4月25日
- ビビット（TBSテレビ）- 2019年4月26日
- ワイドナショー（フジテレビ）-2019年4月28日、2021年6月20日
- キャッチ！（中京テレビ）-2019年5月1日
- バイキング（フジテレビ）-2019年5月3日
- 真夜中のおバカ騒ぎ！（千葉テレビ）-2019年5月16日、（TOKYO MX）2019年5月18日
- 主治医が見つかる診療所（テレビ東京）-2019年5月23日
- 無料屋（テレビ朝日）-2019年5月30日
- 芸能人が本気で考えた！ドッキリGP（フジテレビ）-2019年6月1日、2020年12月12日、2021年1月9日
- 本能Z（CBCテレビ）-2019年6月12日
- 100TAINER（中京テレビ）-2019年6月14日
- 踊る！さんま御殿!!（日本テレビ）-2019年6月25日
- 真夜中のクイズ バズる！TV ～第２夜～（静岡朝日テレビ）-2019年6月26日
- ダウンタウンDX（日本テレビ）-2019年7月4日
- 行列のできる法律相談所（日本テレビ）-2019年8月11日
- 有吉ぃぃeeeee！（テレビ東京）-2019年8月11日
- にっぽんぐるり スーパーチャンプ（NHK総合）-2019年8月22日、9月6日
- しゃべくり007（日本テレビ）-2019年8月25日 ※24時間テレビの枠内
- チャント！（CBCテレビ）-2019年9月6日、9月13日
- ものまね紅白歌合戦（フジテレビ）-2019年9月6日
- スイッチ！（東海テレビ）-2019年9月16日
- 水曜日のダウンタウン（TBSテレビ）-2019年9月25日

- おべんとレター。 （テレビ朝日）- 2019年10月06日
- ぐるナイ（日本テレビ）- 2019年11月7日
- 名医のTHE太鼓判!（TBS）2019年11月11日
- タカトシのイチ押しかっ!～衝撃プライス大連発SP～（TBS）- 2020年3月1日、3月13日、11月1日、11月20日
- 秒速!アッという間シアター（TBS）- 2020年4月6日
- 新婚さんいらっしゃい!（テレビ朝日）- 2020年6月21日、8月23日
- KinKi Kidsのブンブブーン（フジテレビ）- 2020年10月17日
- 女神のマルシェ（日本テレビ）- 2020年10月23日

- 検索し街た（フジテレビ）- 2020年11月1日
- ダンナの昼顔（TBS）- 2021年2月4日
- おもしろく入る部屋 ※東野幸治 監視中（テレビ東京） - 2021年3月23日

- ノンストップ! （フジテレビ）- 2021年3月24日
- 日曜日の初耳学（TBS）- 2021年4月18日
- ザ・ベストワン（TBS）- 2021年10月29日
- 火曜は全力!華大さんと千鳥くん（フジテレビ）- 2022年1月25日
- 有吉の壁（日本テレビ）- 2022年2月16日
- ポップUP!（フジテレビ）- 2022年6月7日
- OCHA NORMAの お茶の間さまの言うとおり（BSJapanext）- 2022年8月25日、9月1日、12月8日、12月15日

#### 放送日不明
- 大阪ほんわかテレビ（讀賣テレビ放送）
- ギョクセキっ!（関西テレビ放送）
- ワハハ本舗の地球で1番おもしろいTV（テレ朝チャンネル）

#### 日本国外向け放送
- Officially Amazing（イギリス・BBC）- 2013年4月
- La Notte dei Record（イタリア・TV8）- 2018年11月
- Weird World Champions（NHK World Japan）- 2019年3月30日

### テレビドラマ
- 孤独のグルメ Season3 第6話 （2013年8月14日、テレビ東京） - 後輩 役

### ラジオ
- 猫ひろしのキバRunラジオ（レインボータウンFM）

### インターネット番組
- ポカスカジャンのパンパンパンプキン（MavieNavi）
- HITOSHI MATSUMOTO presents ドキュメンタル（Amazonプライム・ビデオ）- 2018年
- チャンスの時間（AbemaTV）- 2018年6月6日
- てっぺんとるぞ THE RAMPAGE（Gyao!）
- となりのこいけ（Youtube）
- カンニング竹山の土曜The NIGHT（AbemaTV）-2019年6月8日